# Lafonia
Koordináták: d. sz. 51° 57′ 46″, ny. h. 59° 18′ 15″51.962778°S 59.304167°W

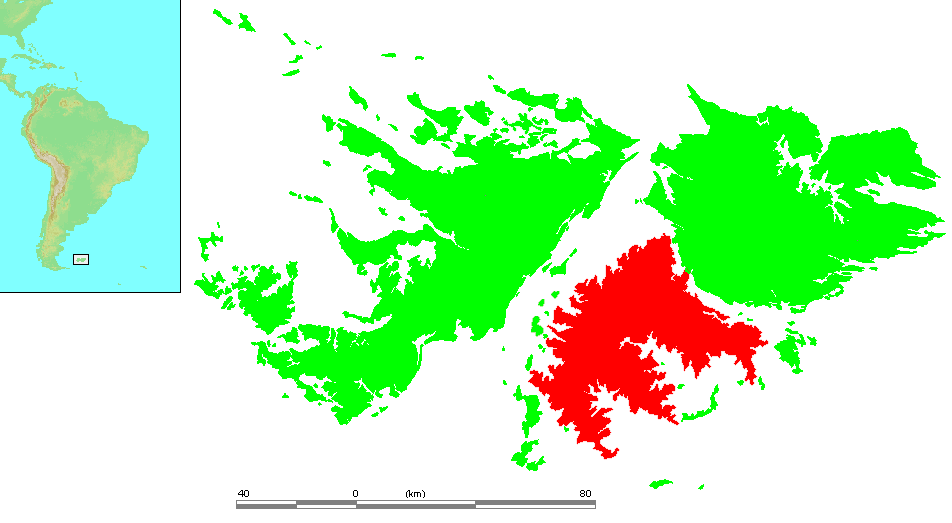
Lafonia fekvése a Falkland-szigeteken belül

Lafonia Kelet-Falkland déli része. Az E alakú félszigetet egy 4 km széles földnyelv köti össze Kelet-Falkland többi részével.
Lafonia Samuel Fisher Lafone-ról kapta a nevét, aki 1846-ban megvette ezt a területet. Már a 19. századtól kezdve legeltetésre használják. North Arm Settlement az egyetlen település Lafonián, nem számítva a part menti szigeteket. Turistalátványosságok közé tartozik az 1825-ben épített Bodie Suspension Bridge, amelyről úgy tartják, hogy ez a legdélebben fekvő híd a Földön.
Part menti szigetek: Barren-sziget, Bleaker-sziget, George-sziget, Lively-sziget, Sea Lion-sziget és Speedwell-sziget.